# Ferrovia Norimberga-Fürth
La ferrovia Norimberga-Fürth, detta anche Ludwigs-Eisenbahn, era una linea ferroviaria che collegava le città bavaresi di Norimberga e di Fürth. Fu la prima ferrovia costruita in Germania.

## Storia

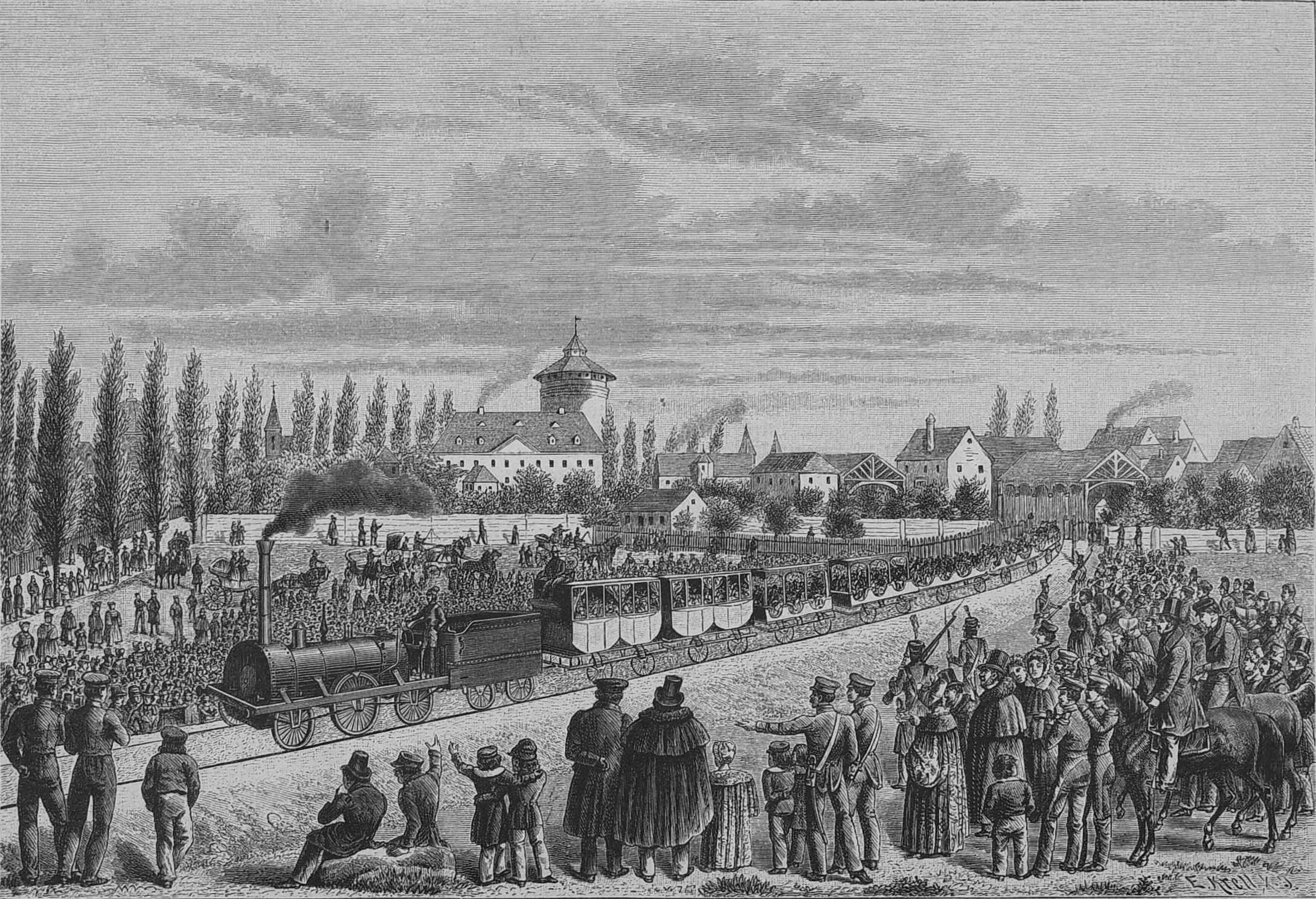
Incisione raffigurante l'inaugurazione della linea nel 1835

La costruzione di una linea ferroviaria fra le città di Norimberga e Fürth, distanti solo pochi chilometri e interessate da un intenso traffico commerciale, venne già ipotizzata fin dal 1814; a tale progetto ferroviario venne tuttavia preferito un canale navigabile fra il Meno e il Danubio.
Alcuni anni più tardi, nel 1833, il cittadino di Norimberga Johannes Scharrer riuscì a radunare un gruppo di concittadini e a creare una società che ottenne la concessione per la costruzione e l'esercizio della linea. I lavori iniziarono nel febbraio 1835 e procedettero speditamente, tanto che la linea poté essere inaugurata e aperta all'esercizio già il 7 dicembre dello stesso anno.
Inizialmente, anche per le difficoltà di approvvigionamento del carbone, i treni erano per la maggior parte a trazione equina; con il passare degli anni il numero delle locomotive aumentò progressivamente, fino a che, nel 1862, tutti i treni poterono finalmente essere trainati da locomotive.
Nel frattempo, altre società ferroviarie avevano costruito ulteriori linee che coprivano distanze maggiori; la vecchia Norimberga-Fürth, mai prolungata né inserita in una rete, rimase confinata all'ambito locale e praticamente priva di traffico merci.
Dopo la prima guerra mondiale, in conseguenza della grave crisi economica che aveva colpito la Germania, la linea venne chiusa al traffico a partire dal 31 ottobre 1922 e disarmata. Il suo percorso è oggi ricalcato in gran parte dalla linea U1 della metropolitana di Norimberga.

### Esplicative
1. ↑  Letteralmente: "Ferrovia Ludoviciana", in onore del re Ludovico I.

### Bibliografiche
1. 1 2  Berger (1988), p. 10.
2. 1 2 3  Berger (1988), p. 11.

### Fonti
- (DE) Manfred Berger, Historische Bahnhofsbauten III. Bayern, Baden, Württemberg, Pfalz, Nassau, Hessen, Berlino (Est), Transpress (VEB Verlag für Verkehrswesen), 1988, ISBN 3-344-00267-8.

### Testi di approfondimento
- (DE) Carl Asmus, Die Ludwigs-Eisenbahn. Die erste Eisenbahnlinie in Deutschland, Zurigo / Schwäbisch Hall, Orell Füssli, 1984, ISBN 3-280-01525-1.